# Юрчевич, Никола
Никола Юрчевич (хорв. Nikola Jurčević; род. 14 сентября 1966[…], Загреб, Югославия) — хорватский футболист, полузащитник, тренер. Известен выступлениями за австрийский клуб «Казино СВ/СВ Аустрия» и сборную Хорватии.

## Клубная карьера
Профессиональную карьеру начал в загребском «Динамо», за которое сыграл только 6 матчей. В 1986 году перешёл в «Загреб», за который сыграл 2 сезона. Сезон 1988/89 провёл в бельгийском «Антверпене», в котором принял участие только в одном матче. В 1989 году вернулся в «Загреб», за который вновь провёл 2 сезона. В 1991 году перешёл в австрийский клуб «Казино СВ», в котором дважды становился чемпионом страны и в сезоне 1993/94, наравне с Хаймо Пфайфенбергером, стал лучшим бомбардиром чемпионата. В 1995 году перешёл в немецкий «Фрайбург», за который сыграл 45 матчей и забил 5 голов. Карьеру заверил, вернувшись в «СВ Аустрия» и сыграв там с 1997 по 1999 год.

## Карьера за сборную
Дебют за сборную Хорватии состоялся 22 декабря 1990 года в товарищеском матче против сборной Румынии (2:0). Был включён в состав сборной на Чемпионат Европы 1996 года в Англии (сыграл в 3 из 4 матчей сборной). Всего Юрчевич провёл за «шашечных» 19 матчей и забил 2 гола.

### Голы за сборную
| #  | Дата            | Место                         | Соперник | Счёт | Результат | Турнир                  |
| -- | --------------- | ----------------------------- | -------- | ---- | --------- | ----------------------- |
| 1. | 17 августа 1994 | Рамат-Ган, Рамат-Ган, Израиль | Израиль  | 3-0  | 4-0       | Товарищеский матч       |
| 2. | 15 ноября 1995  | Бежиград, Любляна, Словения   | Словения | 2-1  | 2-1       | Квалификация на ЧЕ 1996 |

## Карьера тренера
Карьеру тренера начал в «Загребе», которым руководил в сезоне 2002/03. Следующий сезон руководил загребским «Динамо». В 2005 году некоторое время тренировал австрийский «СВ Аустрия» и хорватский «Славен Белупо». В 2006 году вошёл в тренерский штаб Славена Билича и помогал ему с 2006 по 2012 года в сборной Хорватии. Также с 2012 по 2013 года помогал в российском «Локомотиве» из Москвы. Летом 2013 года помогал Биличу в турецком «Бешикташе». С 2019 года — главный тренер сборной Азербайджана.

## Достижения

### Клубные
Казино СВ
- Чемпион Австрии: 1993/94, 1994/95

### Личные
- Лучший бомбардир Австрии: 1993/94